# كوندي
كوندي (بالإسبانية: Cundi) ، من مواليد 13 ابريل 1955 ، لاعب كرة قدم إسباني سابق.
لعب مع منتخب إسبانيا لكرة القدم.

## روابط خارجية
- كوندي على موقع الاتحاد الدولي (مؤرشف)  (الإنجليزية)
- كوندي على موقع قاعدة بيانات كرة القدم.إي يو (الإنجليزية)
- كوندي على موقع ناشيونال فوتبول تيمز (الإنجليزية)
- كوندي على موقع عالم كرة القدم.نت (الإنجليزية)
- كوندي على موقع أوليمبيديا (الإنجليزية)